# Vittoria Hyde
Vittoria Hyde (Monza, 2 giugno 1985) è una disc jockey, conduttrice radiofonica e cantante italiana.
Conduttrice e co-conduttrice di programmi radiofonici di Virgin Radio, Radio Deejay, attualmente conduttrice per l'emittente radiofonica Radio m2o. Dopo diverse esperienze musicali, partecipa alla prima edizione italiana del talent show X Factor e alle selezioni svizzere per l’Eurovision Song Contest 2011.
È la cantante dei Vittoria and the Hyde Park.

## Biografia
Nasce a Monza nel 1985, da genitori tedeschi che si trasferirono in Italia nel 1984 (il padre aveva ricevuto negli anni ottanta un’offerta irrinunciabile alla Scuola germanica di Milano), cresciuta nel capoluogo della provincia di Monza e della Brianza in Lombardia e nella città di Singen nel Baden-Württemberg un Land nel sud della Germania; è una disc jockey, conduttrice radiofonica, ha studiato canto lirico, danza classica e danza moderna, suona la tromba ed è la cantante dei Vittoria And The Hyde Park.
Artista poliedrica, conosciuta e ammirata nel panorama della moda, infatti l'artista va spesso a settimane della moda o fashion show, fra le quali la Settimana della moda di Milano, e nell'ambito del jet set internazionale. Vittoria Hyde è conosciuta come "I Tacchi più alti del Rock", parla correntemente diverse lingue tra le quali l'italiano, l'inglese, il tedesco e il francese.

## Carriera

### Gli esordi
Nel 1989, a seguito della scadenza del mandato di Papà Manfred, torna in Germania, insieme a tutta la famiglia, a vivere nella città di Singen. La passione per la musica la porta a partecipare a varie attività scolastiche: teatro, balletti e qualche gara canora. Nel 2001, decide di tornare in Italia, per inseguire il suo sogno di una carriera musicale da professionista.
La carriera artistica inizia nel 2006 con la pubblicazione del singolo Sunny People per EMI Italia, la canzone riscuote un ottimo successo che la porta ad'esibirsi in varie date del 2004 e del 2007 nel Tour di RTL 102.5 - Vodafone Radiolive; che ha toccato 21 località balneari italiane, con oltre 300.000 spettatori che hanno assistito ai concerti del Tour.

### DaX FactoraVirgin radio
Nel 2007 si unisce al coro nel programma Cd Live su RaiDue, l'anno successivo ottiene il ruolo come co-protagonista in Black Box, programma televisivo di MTV.
Nel 2008 fa parte del cast per la prima serie di X Factor, talent show di RaiDue, nella sezione 16-24 anni capitanata da Mara Maionchi. Nel programma si eibisce con la cover What's Up? dei 4 Non Blondes, che viene inserita nella compilation X Factor Compilation 2008; contiene 13 cover interpretate dai concorrenti della prima edizione di X Factor.
Nel 2009 diventa la conduttrice di Virgin Rock Tv 20 su Virgin Radio TV, sulla televisione digitale terrestre e radio. Un anno dopo partecipa alle audizioni di Sanremo New Generation.
Nel 2011 partecipa alle selezioni svizzere per l’Eurovision Song Contest 2011 con il brano Play the Trumpet.
Nel 2013 esce per Sony Music, Vevo Italia e Spotify con il singolo: Just Minutes Away. Il brano vede le firme di Ermal Meta dei La Fame di Camilla e di Luca Vicini bassista dei Subsonica e diventa anche la colonna sonora dello spot tv di Kia Motors.
Nel 2014, oltre alla classifica settimanale su Virgin radio del morning show Virgin Rock Cafè con Omar Fantini.
Nel 2015 partecipa come concorrente al talent show di RAI 1 Forte forte forte, condotto da Raffaella Carrà.

### L'approdo aRadio m2o
Nel 2018, approda a Radio m2o, dove è co-condutrice con Clizia Incorvaia di Milano Skyline, e partecipa nell'album Electrica della DJ producer Morgana x,  duetta nei brani La passion e Niente regole.

### Dall'arrivo aRadio Deejayal ritorno aRadio m2o
Nel 2019 passa a Radio Deejay dove dapprima conduce con Francesco Quarna Deejay Summerlive e nella stagione successiva conduce Nightcall e Megajay con Chicco Giuliani e la collaborazione di Marco Lomonaco.
Nel 2020, dopo un anno passato a Radio Deejay, ritorna a Radio m2o, dove conduce, nei fine settimana, l'omonimo fascia di programmazione.

### Vittoria and the Hyde Park
(Vittoria Hyde)
Nel 2014 forma la sua band, i VHP (Vittoria and the Hyde Park) con Gabriele Tirelli, Lorenzo Ferrai e Silvia Ottanà; si ispirano ai Florence and the Machine, Juliette and the Licks, ma anche a Charli XCX e Paramore.  Grazie ad uno show dal forte impatto sonoro e visivo, riescono a calcare importanti palchi per eventi organizzati da Virgin radio, Rolling Stone, Vogue, Colmar e Bikkembergs.
Nel 2015, collaborano con Joe Bastianich per il singolo This spell.
Nel 2016, pubblicano il singolo Burn Down The Summer, preceduto dal singolo di debutto Tomorrow, il brano ha un buon successo, entra nella TOP80 dell’airplay italiano e nelle classifiche di vendita pop di iTunes. Il vero successo è all'estero: Francia, Russia, Corea del Sud, Giappone, Singapore e in Brasile dove viene inserito nella colonna sonora della telenovela brasiliana Rock Story in onda su Rede Globo.
Nel 2018, assieme alla sua band, pubblica il loro primo album in studio #VHP.  Nell'aprile 2020, i Vittoria and the Hyde Park, hanno pubblicato il singolo Handful of Rice, per una iniziativa benefica a sostegno degli ospedali di Brescia, Bergamo e Milano per l’emergenza COVID-19. Il 15 febbraio 2021 con la sua band pubblica il singolo Never Too Much, il primo di quattro brani presenti nell'EP Aurōra.

### Formazione
- Vittoria Hyde — cantante
- Gabriele Tirelli  — chitarra, sintetizzatore e cori
- Lorenzo Ferrari  — batteria e cori
- Silvia Ottanà  — basso e sintetizzatore

## Discografia

### Solista
Singoli
- 2006 — Sunny People
- 2009 — È con te feat. Md-Noone
- 2009 — Cuore
- 2010 — Cuore feat. Marya
- 2010 — Play the Trumpet
- 2013 — Just Minutes Away

### Vittoria and the Hyde Park
Album in studio
- 2018 — #VHP

Extended play
- 2021 — Aurōra

Singoli
- 2015 — This spell feat.Joe Bastianich
- 2016 — Burn Down The Summer
- 2020 — Handful of Rice

Partecipazioni
- 2008 — X Factor - X Factor Compilation 2008
- 2010 —  Artisti vari - 50 Pop Rock Tunes, Vol. 1 (Selected By Believe)
- 2018 —  Morgana X - Electrica (La passion e Niente regole)

## Trasmissioni televisive
- 2007 — Cd Live (Rai 2) - corista
- 2008 — Black Box (MTV) - co-protagonista
- 2008 — X Factor  (Rai 2) - concorrente
- 2015 — Forte forte forte (Rai 1) - concorrente

## Trasmissioni radiofoniche
- Virgin Rock 20 — (Virgin Radio) - conduttrice
- Virgin Rock Cafè — (Virgin Radio) - co-conduttrice
- Milano Skyline —  (Radio m2o) - co-conduttrice
- Deejay Summerlive — (Radio Deejay) - co-conduttrice
- Nightcall — (Radio Deejay) - co-conduttrice
- Vittoria Hyde  —  (Radio m2o) - conduttrice